# Дні ганьби (серія)
Дні ганьби (англ. Days of Infamy) — альтернативна історія початкових етапів Тихоокеанської війни, що складається з двох романів Гаррі Тертлдава.
Основна відмінність полягає в тому, що Японська імперія не тільки атакує Перл-Харбор, але й висаджує війська та окупує Гаваї.

## Дні ганьби
У «Днях ганьби» логіка того, як могла розвиватися битва на Оаху, полягає в тому, що точка розбіжності сталася на конференції в березні 1941 року, коли командувач Мінору Генда та адмірал Ямамото зуміли переконати японську імператорську армію продовжити повітряну атаку в Перл-Гарборі. з вторгненням з метою захоплення Гаваїв, тоді як насправді вони цього не зробили.
Як це зазвичай буває в романах Тертлдава, дія відбувається з кількох точок зору, включаючи таких історичних діячів, як Мінору Генда та Міцуо Фучіда. Окрім цих історичних постатей, серед персонажів із точки зору є капрал японської армії, серфінгіст (який винайшов вітрильну дошку, щоб ловити рибу, коли Гонолулу буде окуповано), пара братів Нісеї років 20, які опинилися між ворогуючими культурами, військовополонені, та інші.
Спосіб встановлення контролю над островами полягає в тому, що після третьої хвилі японської повітряної атаки на Перл-Гарбор (замість двох насправді) знищено американські військово-морські склади палива, армійські казарми та всі аеродроми на Оаху, таким чином встановивши перевагу в повітрі, 8 грудня 1941 року на північні береги острова було здійснено десант з амфібії, який відкинув ті невеликі сили США, які залишилися, до Гонолулу. Тим часом Імператорський флот Японії знищив флот адмірала США Вільяма Голсі, потопивши американські авіаносці USS Enterprise і Лексінгтон поки безрезультатно намагаються контратакувати (при цьому сам Гелсі вбитий). Після тижнів запеклих боїв і відсутності можливості відступу, війська США на Оаху (на чолі з адміралом Кіммелом і генералом Шортом) капітулюють, і територія Гаваїв приєднана до Японії.
Оскільки головна передова база Сполучених Штатів у Тихому океані завойована, а значна частина їхнього флоту понівечена та не підлягає ремонту, це дозволяє Японії домінувати в більшій частині південної частини Тихого океану майже без протидії. Після успішної перемоги над британцями в Індійському океані, окупації всієї Нової Гвінеї та голландської Ост-Індії, атакуючи Австралію, захоплюючи острови Уейк і Мідвей і маючи можливість розпочати бомбардування Західного узбережжя Сполучених Штатів Японія тріумфує. Але є також версія рейду Дуліттла, де згадується, що Америка завдала удару у відповідь на Гаваях, а не Японії як насправді, але завдала невеликої шкоди.
У червні 1942 року існує зворотна версія битви за Мідвей, де американська оперативна група, яка намагалася вторгнутися на Оаху, зазнає поразки, коли японці використовують захоплені американські радіолокаційні системи на острові та авіаносці USS Yorktown і Саратога втрачені, а USS Hornet сильно пошкоджено.
Роман закінчується тим, що, як це було звичайно на інших окупованих територіях, японці створюють маріонетковий уряд, яким є відроджене Гавайське королівство, яке править через члена гавайської королівської родини, призначеного королем у палаці Іолані. Американці повернулися на материк, принижені своїми втратами від японців, клянуться помститися та розпочинають масштабне нарощування військ, що готує основу для другого роману.

## Кінець Початку
«Кінець початку» розповсюджує історію через решту окупацій. До середини 1943 року японська окупація Гаваїв призвела до суворого раціонування їжі, суворого воєнного стану, а американські в'язні (військові та цивільні) зазнавали знущань з боку своїх окупантів. Однак окупація також вплинула на військову присутність Японії на кількох групах островів, оскільки нація змушена відмовитися від своїх військових зусиль щодо доставки постачання на острови; їхні військові завоювання в Азії та Тихоокеанському регіоні перенапружили їхні ресурси та зазнали значного скорочення поставок через часті нальоти американських підводних човнів на японські кораблі постачання. У результаті японські війська на Сандвічевих островах, якими командують адмірал Санджі Івабучі та генерал Томоюкі Ямасіта (історичні лідери японських військ під час звільнення Філіппін у 1944—1945 рр.), залишаються без будь-якої військової підтримки.
У Сполучених Штатах американці зібрали кораблі та війська, щоб відвоювати Гаваї та розпочати ще одну, але більш масштабну спробу вторгнення. Американці швидко здобувають перевагу, торпедуючи японський авіаносець Дзуйкаку з підводного човна, і потопивши авіаносці Акаґі і Сьокаку під час повітряних атак, втративши лише один ескортний авіаносець. Американці за допомогою свого нового винищувача F6F Hellcat швидко отримують контроль над повітрям і поступово завдають поразки японцям на Оаху. Найважливіше те, що коли Гонолулу падає, японські чиновники та їхні гавайські співробітники втікають на підводному човні, Мінору Генда та король і королева Гаваїв вирішили покінчити життя самогубством. Після американської перемоги Гаваї стали плацдармом для американських військових зусиль на Тихоокеанському театрі, як це було під час фактичної війни, хоча й довше.
Те, що відбувається за межами Гаваїв, рідко згадується в двох романах серії. Заплановане вторгнення в Порт-Морсбі вдалось, тому з середини 1942 року Нова Гвінея була повністю під контролем Японії. Сталінградська битва відбулася і стала радянською перемогою, але висадки у Французькій Північній Африці не було. Натомість США відправили навколо Африки величезну армію, яка, можливо, була більшою, ніж сили Британії та Співдружності, присутні в історичній битві за Ель-Аламейн. Нарощування американських військово-морських сил для другої спроби взяти Гаваї потребувало б швидшого нарощування кораблів, ніж історично, що означає, що для цього нарощування було вкладено набагато більше промислових зусиль, залишивши менше для Європи. Мається на увазі, що союзники не переважали б у Європі без сицилійської чи італійської кампанії в 1943 році та без висадки в Нормандії в 1944 році. Наприкінці роману здається, що великих бойових сил Нісей не буде, і що більшість етнічних японців буде відправлено з Гаваїв, щоб приєднатися до тих, хто перебуває в центрах переселення в Сполучених Штатах, що є ударом по громадянським правам у післявоєнній Америці.

## Персонажі
Символи точки огляду ідентифікуються (vp). Історичні персонажі ідентифікуються (h)
Флетчер «Флетч» Армітаж (vp) — старший лейтенант армії, дислокований на Гаваях; згодом військовополонений
Джейн Армітаж (vp) — розлучена дружина Флетча, вчителя третього класу, пізніше поневолена як жінка для втіхи.
Джим Петерсон (vp) — пілот Grumman F4F Wildcat, який летить з корабля USS Enterprise, який був збитий у перший день війни. Не маючи літака для польоту, він приєднується до армії США рядовим і до капітуляції воює як піхотинець.
Джо Крозетті (vp) — син рибалки з Сан-Франциско, який пішов на військову службу після Перл-Харбора і зрештою літає на винищувачі Grumman F6F Hellcat.
Орсон Шарп — мормон із Солт-Лейк-Сіті, який став другом Джо Крозетті під час підготовки до польотів і продовжує служити з ним в одній ескадрильї винищувачів.
Лестер Діллон (vp) — сержант взводу морської піхоти Крусті, у корпусі з 1918 року. Діллон знайомий з островами під час своєї служби в мирний час, тож він надає не лише бачення бойових дій, коли США відвойовують Оаху, але й уявлення про довоєнний період.
Ямамото Ісороку (h) — сумно відомий у США тим, що планував атаку на Перл-Харбор, Ямамото був убитий у квітні 1943 року в реальній історії.
Ямашіта Томоюкі (h) — у реальній історії Ямасіта очолював блискучу кампанію, яка вигнала Британію з Малайї та захопила Сінгапур менш ніж за три місяці проти сил, які чисельно переважали його власні більш ніж у два рази. У серії він очолює війська, які вторгаються на Оаху, і залишається на островах після завоювання.
Мінору Генда (vp, h) — головний планувальник нападу на Перл-Гарбор. І Ямамото, і Генда хотіли вторгнутися на Гаваї, але в реальній історії не змогли переконати японську армію виділити війська.
Стенлі Ована Лаануї — маріонетка «Король Гаваїв», проголошений японцями під час їхньої окупації.
Синтія Лаануї — рудоволоса королева короля Стенлі, а згодом і коханка Мінору Генда.
Ясуо Фурусава (vp) — просто старший рядовий у своїй армії, Фурусава краще освічений, ніж більшість його товаришів по службі, і, як син аптекаря, принаймні навчився розбирати англійське письмо. Він єдиний персонаж у японських збройних силах, який вижив у полоні.
Джіро Такахаші (vp) — народився в Японії і досі є громадянином Японії (в цю епоху іноземці, народжені в Японії, не могли стати громадянами США), але більшу частину свого життя прожив на Гаваях і має власний рибальський човен «Сампан Ошіма Мару», названий на честь округу в Японії, де він народився. Його сини Кензо (Кен) і Хітоші (Генк) не поділяють його непохитного японського патріотизму.
Кензо Такахаші (vp) — народився на Гаваях і, отже, є громадянином США, Кен бачить Японію як ворожу націю, особливо після того, як його матір загинула під час нальоту японської авіації на Гонолулу.
Елсі Сундберг — подруга Кена.
Оскар ван дер Кірк (vp) — рано звернувся до культури серфінгу, який ніколи не повертався додому після гавайської відпустки. Йому доводиться винаходити вітрильний спорт, щоб ловити більше риби, оскільки на Гаваях стає важко дістати їжу, особливо для не японців.
Чарлі Каапу — найкращий приятель Оскара та товариш по серфінгу. Після того, як Чарлі спіймали на сні з коханкою японського офіцера, він приєднується до Джима Петерсона та інших військовополонених, яких до смерті заставляють копати тунель.
Сьюзі Гіґґінс — остання дівчина Оскара, ще одна розлучниця з материка, яку охопила вторгнення.